# Dalquestia rugosa
Espèce
Synonymes
- Globipes rugosus Schenkel, 1951

Dalquestia rugosa est une espèce d'opilions eupnois de la famille des Globipedidae.

## Distribution
Cette espèce est endémique de Californie aux États-Unis. Elle se rencontre dans le comté de San Diego vers La Jolla et le mont Palomar.

## Description
Le syntype mesure 5,6 mm.
Les mâles mesurent de 4,67 à 5,81 mm et les femelles de 5,28 à 5,49 mm.

## Systématique et taxinomie
Cette espèce a été décrite sous le protonyme Globipes rugosus par Schenkel en 1951. Elle est placée dans le genre Dalquestia par Cokendolpher en 1984.

## Publication originale
- Schenkel, 1951 : « Spinnentiere aus dem westlichen Nordamerika, gesammelt von Dr. Hans Schenkel-Rudin. Zweiter Teil. » Verhandlungen der Naturforschenden Gesellschaft in Basel, vol. 62, p. 24–62.